# Бред Ісбістер
Бред Ісбістер (англ. Brad Isbister; нар. 7 травня 1977, Едмонтон) — канадський хокеїст, що грав на позиції крайнього нападника. Грав за збірну команду Канади.
Провів понад 500 матчів у Національній хокейній лізі.

## Ігрова кар'єра
Хокейну кар'єру розпочав 1992 року.
1995 року був обраний на драфті НХЛ під 67-м загальним номером командою «Вінніпег Джетс».
Протягом професійної клубної ігрової кар'єри, що тривала 13 років, захищав кольори команд «Фінікс Койотс», «Нью-Йорк Айлендерс», «Едмонтон Ойлерс», «ТВК Інсбрук», «Бостон Брюїнс», «Нью-Йорк Рейнджерс», «Ванкувер Канакс» та «Цуг».
Загалом провів 559 матчів у НХЛ, включаючи 18 ігор плей-оф Кубка Стенлі.
Був гравцем молодіжної збірної Канади, у складі якої брав участь у 7 іграх. Виступав за дорослу збірну Канади, на головних турнірах світового хокею провів 16 ігор в її складі.

## Статистика

### Клубні виступи
| Сезон        | Клуб                   | Ліга         | Регулярний сезон | Регулярний сезон | Регулярний сезон | Регулярний сезон | Регулярний сезон | Плей-оф | Плей-оф | Плей-оф | Плей-оф | Плей-оф |
| Сезон        | Клуб                   | Ліга         | І                | Г                | П                | О                | ШХ               | І       | Г       | П       | О       | ШХ      |
| ------------ | ---------------------- | ------------ | ---------------- | ---------------- | ---------------- | ---------------- | ---------------- | ------- | ------- | ------- | ------- | ------- |
| 1992–93      | «Калгарі Канакс»       | МХЛА         | 35               | 24               | 25               | 49               | 74               | —       | —       | —       | —       | —       |
| 1993–94      | «Портленд Вінтер Гокс» | ЗХЛ          | 64               | 7                | 10               | 17               | 45               | 10      | 0       | 2       | 2       | 0       |
| 1994–95      | «Портленд Вінтер Гокс» | ЗХЛ          | 67               | 16               | 20               | 36               | 123              | —       | —       | —       | —       | —       |
| 1995–96      | «Портленд Вінтер Гокс» | ЗХЛ          | 71               | 45               | 44               | 89               | 184              | 7       | 2       | 4       | 6       | 20      |
| 1996–97      | «Портленд Вінтер Гокс» | ЗХЛ          | 24               | 15               | 18               | 33               | 45               | 6       | 2       | 1       | 3       | 16      |
| 1996–97      | «Спрингфілд Фалконс»   | АХЛ          | 7                | 3                | 1                | 4                | 14               | 9       | 1       | 2       | 3       | 10      |
| 1997–98      | «Спрингфілд Фалконс»   | АХЛ          | 9                | 8                | 2                | 10               | 36               | —       | —       | —       | —       | —       |
| 1997–98      | «Фінікс Койотс»        | НХЛ          | 66               | 9                | 8                | 17               | 102              | 5       | 0       | 0       | 0       | 2       |
| 1998–99      | «Фінікс Койотс»        | НХЛ          | 32               | 4                | 4                | 8                | 46               | —       | —       | —       | —       | —       |
| 1998–99      | «Спрингфілд Фалконс»   | АХЛ          | 4                | 1                | 1                | 2                | 12               | —       | —       | —       | —       | —       |
| 1998–99      | «Лас-Вегас Тандер»     | МХЛ          | 2                | 0                | 0                | 0                | 9                | —       | —       | —       | —       | —       |
| 1999–00      | «Нью-Йорк Айлендерс»   | НХЛ          | 64               | 22               | 20               | 42               | 100              | —       | —       | —       | —       | —       |
| 2000–01      | «Нью-Йорк Айлендерс»   | НХЛ          | 51               | 18               | 14               | 32               | 59               | —       | —       | —       | —       | —       |
| 2001–02      | «Нью-Йорк Айлендерс»   | НХЛ          | 79               | 17               | 21               | 38               | 113              | 3       | 1       | 1       | 2       | 17      |
| 2002–03      | «Нью-Йорк Айлендерс»   | НХЛ          | 53               | 10               | 13               | 23               | 34               | —       | —       | —       | —       | —       |
| 2002–03      | «Едмонтон Ойлерс»      | НХЛ          | 13               | 3                | 2                | 5                | 9                | 6       | 0       | 1       | 1       | 12      |
| 2003–04      | «Едмонтон Ойлерс»      | НХЛ          | 51               | 10               | 8                | 18               | 54               | —       | —       | —       | —       | —       |
| 2004–05      | «ТВК Інсбрук»          | Австрія      | 11               | 7                | 4                | 11               | 41               | 5       | 3       | 1       | 4       | 6       |
| 2005–06      | «Бостон Брюїнс»        | НХЛ          | 58               | 6                | 17               | 23               | 46               | —       | —       | —       | —       | —       |
| 2006–07      | «Олбані Рівер Ретс»    | АХЛ          | 9                | 3                | 5                | 8                | 54               | —       | —       | —       | —       | —       |
| 2006–07      | «Гартфорд Вулф Пек»    | АХЛ          | 34               | 12               | 8                | 20               | 22               | —       | —       | —       | —       | —       |
| 2006–07      | «Нью-Йорк Рейнджерс»   | НХЛ          | 19               | 1                | 4                | 5                | 14               | 4       | 0       | 0       | 0       | 2       |
| 2007–08      | «Ванкувер Канакс»      | НХЛ          | 55               | 6                | 5                | 11               | 38               | —       | —       | —       | —       | —       |
| 2008–09      | «Цуг»                  | НЛА          | 24               | 10               | 7                | 17               | 55               | 3       | 1       | 1       | 2       | 12      |
| Усього в НХЛ | Усього в НХЛ           | Усього в НХЛ | 541              | 106              | 116              | 222              | 615              | 18      | 1       | 2       | 3       | 33      |

### Збірна
| Рік                | Команда            | Турнір             | Місце              | І  | Г | П | О  | ШХ |
| ------------------ | ------------------ | ------------------ | ------------------ | -- | - | - | -- | -- |
| 1997               | Канада             | МЧС                | 1                  | 7  | 4 | 3 | 7  | 8  |
| 2000               | Канада             | ЧС                 | 4-е                | 9  | 4 | 3 | 7  | 18 |
| 2001               | Канада             | ЧС                 | 5-е                | 7  | 5 | 0 | 5  | 16 |
| Молодіжна збірна   | Молодіжна збірна   | Молодіжна збірна   | Молодіжна збірна   | 7  | 4 | 3 | 7  | 8  |
| Національна збірна | Національна збірна | Національна збірна | Національна збірна | 16 | 9 | 3 | 12 | 34 |